# Chrysolophus
Ne doit pas être confondu avec Chrysolopus.
Genre
Le genre Chrysolophus regroupe deux espèces de faisans au plumage spectaculaire appartenant à la famille des Phasianidae et à la sous-famille des Phasianinae.

## Liste des espèces
D'après la classification de référence (version 2.2, 2009) du Congrès ornithologique international (ordre phylogénique) :
- Chrysolophus pictus (Linnaeus, 1758) — Faisan doré
- Chrysolophus amherstiae (Leadbeater, 1829) — Faisan de Lady Amherst